# Menesia shelfordi
Menesia shelfordi es una especie de escarabajo longicornio del género Menesia, categorizada en la tribu Saperdini, de la subfamilia Lamiinae. Fue descrita por Aurivillius en 1923.

## Descripción
Mide 6 mm de longitud.

## Distribución
Se distribuye por Borneo.